# Beluj
Beluj je obec na Slovensku v okrese Banská Štiavnica. V roce 2013 zde žilo 124 obyvatel. První písemná zmínka o obci pochází z roku 1290.
V obci stojí římskokatolický kostel sv. mučedníka Vavřince z roku 1730.